# Cirolana littoralis
Cirolana littoralis är en kräftdjursart som beskrevs av Barnard 1920. Cirolana littoralis ingår i släktet Cirolana och familjen Cirolanidae. Inga underarter finns listade i Catalogue of Life.